# Benjamin Ayesu-Attah
Benjamin Ayesu-Attah (28 aprile 1993) è un velocista canadese.

## Palmarès
| Anno | Manifestazione           | Sede       | Evento            | Risultato  | Prestazione | Note |
| ---- | ------------------------ | ---------- | ----------------- | ---------- | ----------- | ---- |
| 2009 | Mondiali allievi         | Bressanone | 400 m piani       | Semifinale | 48"72       |      |
| 2009 | Mondiali allievi         | Bressanone | Staffetta svedese | 5º         | 1'53"51     |      |
| 2012 | Mondiali juniores        | Barcellona | 400 m piani       | Batteria   | 48"08       |      |
| 2012 | Mondiali juniores        | Barcellona | 4×400 m           | Batteria   | 3'13"68     |      |
| 2013 | Universiadi              | Kazan'     | 400 m piani       | Semifinale | 47"11       |      |
| 2013 | Universiadi              | Kazan'     | 4×400 m           | Oro        | 3'05"26     |      |
| 2014 | Campionati NACAC U23     | Kamloops   | 400 m piani       | 4º         | 47"06       |      |
| 2014 | Campionati NACAC U23     | Kamloops   | 4×400 m           | Argento    | 3'08"78     |      |
| 2017 | World Relays             | Nassau     | 4×400 m           | 15º        | 47"06       |      |
| 2017 | Giochi della Francofonia | Abidjan    | 400 m piani       | Oro        | 46"43       |      |
| 2017 | Giochi della Francofonia | Abidjan    | 4×400 m           | 4º         | 3'14"29     |      |
| 2017 | Universiadi              | Taipei     | 400 m piani       | 5º         | 46"53       |      |
| 2017 | Universiadi              | Taipei     | 4×400 m           | 6º         | 3'11"09     |      |